# Wang Zhengwei

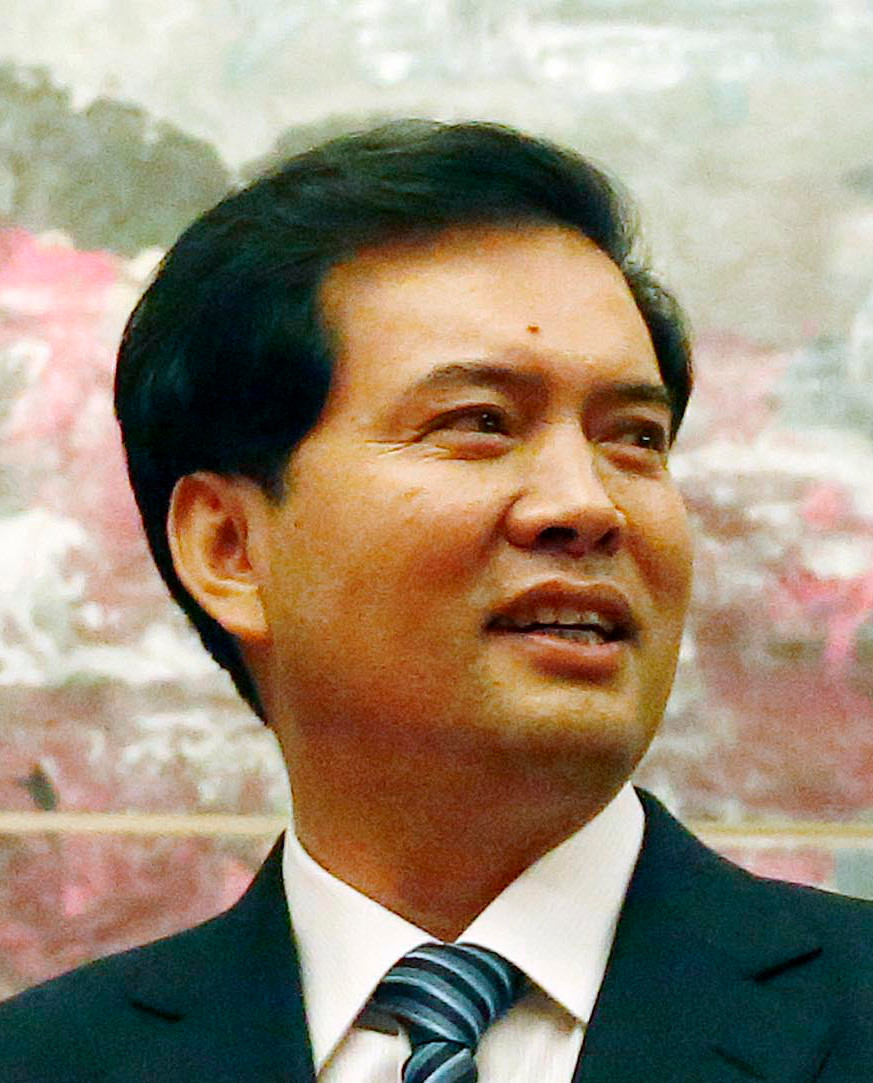
Wang Zhengwei (2014)

Wang Zhengwei (chinesisch 徐绍史; * Juni 1957 in Tongxin, Autonomes Gebiet Ningxia) ist ein Politiker der Kommunistischen Partei Chinas (KPCh) in der Volksrepublik China, der unter anderem zwischen 2008 und 2013 Vorsitzender der Volksregierung des Autonomen Region Ningxia sowie von 2013 bis 2018 Vize-Vorsitzender des Nationalkomitees der Politischen Konsultativkonferenz des chinesischen Volkes (PKKCV) und zugleich im Ministerrang Vorsitzender der Staatlichen Kommission für ethnische Angelegenheiten war.

## Leben
Wang Zhengwei, der zur Volksgruppe der Hui-Chinesen gehört, begann seine berufliche Laufbahn 1974 und absolvierte zwischen 1977 und 1982 ein Studium an der Fakultät für Chinesische Sprachen der Ningxia-Universität. Während des Studiums wurde er 1981 Mitglied der Kommunistischen Partei Chinas (KPCh) und war nach Abschluss des Studiums von 1982 bis 1984 zunächst Mitarbeiter des Amtes für Öffentlichkeitsarbeit des Kreises Tongxin. Anschließend fungierte er zwischen 1984 und 1989 erst als Sekretär der Abteilung Allgemeine Angelegenheiten des Parteikomitees der KPCh der Autonomen Region Ningxia und danach von 1989 bis 1997 stellvertretender Direktor der Abteilung Politische Forschung dieses Parteikomitees. Im Anschluss war er zwischen 1997 und 2001 Direktor der Abteilung Öffentlichkeitsarbeit in diesem Parteikomitee und gehörte zudem von 1998 bis 2007 dem Ständigen Ausschuss des Parteikomitees der KPCh der Autonomen Region Ningxia als Mitglied an.
Wang Zhengwei bekleidete zwischen 2001 und 2004 den Posten des Sekretärs des KPCh-Stadtkomitees von Yinchuan und war zudem Mitglied des Ständigen Ausschusses des KPCh-Stadtkomitees von Yinchuan. Auf dem XVI. Parteitag 2002 wurde er Mitglied des Zentralkomitee der Kommunistischen Partei Chinas (ZK der KPCh) und gehörte diesem Gremium seither an. 2003 erwarb er einen Doktortitel im Fach Ethnische Ökonomie an der Zentralen Nationalitäten-Universität (ZNU). Er war des Weiteren von 2004 bis 2017 Vize-Vorsitzender der Volksregierung der Autonomen Region Ningxia sowie zwischen 2006 und 2013 stellvertretender Sekretär des KPCh-Regionalkomitees von Ningxia. Nachdem er zwischen dem 12. Mai 2007 und dem 21. Januar 2008 kommissarischer Vorsitzender der Volksregierung der Autonomen Region Ningxia war, löste er am 21. Januar 2008 formell Ma Qizhi als Vorsitzender der Volksregierung des Autonomen Region Ningxia ab. Diesen Posten hatte er bis zum 26. März 2013 inne, woraufhin Liu Hui seine Nachfolgerin wurde.
Im Anschluss fungierte Wang Zhengwei zwischen 2013 und 2018 als Vize-Vorsitzender des Nationalkomitees der Politischen Konsultativkonferenz des chinesischen Volkes (PKKCV). Zugleich löste er im März 2013 Yang Jing im Ministerrang als Vorsitzender der Staatlichen Kommission für ethnische Angelegenheiten ab. Auf diesem Posten im Staatsrat der Volksrepublik China verblieb er bis zum 2018, woraufhin Bagatur seine dortige Nachfolge antrat. Er ist seit 2017 zudem Direktor der Zentralen Lenkungsgruppe des ZK der KPCh für Angelegenheiten von Xinjiang sowie Mitglied der Zentralen Lenkungsgruppe des ZK der KPCh für umfassende tiefgründige Reformen.